# Kōnstantinos Papadakīs
Kōnstantinos Papadakīs (in greco Κωνσταντίνος Παπαδάκης?; Atene, 18 aprile 1975) è un politico greco, membro del Parlamento europeo e del Partito Comunista di Grecia.
Dal 2010 al 2014 è membro del Comitato Centrale e del dipartimento delle relazioni internazionali del Partito Comunista. Nel 2014 viene eletto europarlamentare.